# ريه ساكما
ريه ساكما (佐久間 レイ ساكما ريه)، ولدت باسم ريكو ساكما (佐久間 玲子 ساكما ريكو)، ممثلة أصوات يابانية ولدت 5 يناير 1965 في طوكيو.

## أدوارها في الأنمي

### مسلسلات أنمي تلفزيونية
- بي بي-دامان باكغايدين - أكابون
- بي بي-دامان باكغايدين فيكتوري - أكابون
- غن باستر - كازمي أمانو
- الرغيف العجيب - باتاكو
- كاردكابتور ساكورا - بطاقات الضوء والظلام
- رانما ½ - شامبو [2]
- قصة الحورية - ميسا[3]
- لودوس تو سينكي - فيانا
- مومين - ليتل ماي
- باستارد - آرشيس نيه
- همتارو - هافرا
- الأحلام الذهبية - زيا
- تينشي ميو - فوناهو
- التقرير المتنقل الجديد جاندام وينج: إندليس والتز - مارييمايا كوشرينادا
- أونيغاي ماي ميلودي - ماي ميلودي
- السائق (1988) - رويكو

### أوفا أنمي
- سلسلة أوفا رانما ½ - شامبو

### أفلام أنمي
- هاميرن نو بايورن هيكي - سايزر
- كيكي لخدمة التوصيل - جيجي

## روابط خارجية
- ريه ساكما على موقع IMDb (الإنجليزية)
- ريه ساكما على موقع ميوزك برينز (الإنجليزية)
- ريه ساكما على موقع ديسكوغز (الإنجليزية)
- ريه ساكما على موقع قاعدة بيانات الفيلم (الإنجليزية)
- ريه ساكما على موقع ANN person (الإنجليزية)